# Списак опера Франческа Гаспаринија
Списак опера италијанског композитора Франческа Гаспаринија (1661–1727):
- (музичка драма, 1686, Ливорно)
- (музичка драма, libretto di (dramma per musica, libretto di Ђовани Батиста Боталино, 1686, Ливорно)
- (музичка драма, libretto di Ђ. М. Конти, Рим, 1690)
- (музичка драма, libretto di Аурелио Аурели, 1692, Рим)
- (духовно-музичка драма, libretto di Пјетро Отобони, 1695, Рим)
- (dramma per musica, libretto di Матео Норис, 1696, Палермо)
- (dramma per musica, libretto di Пјетро д'Аверара, 1697, Напуљ)
- (музичка драма, libretto di Аурелио Аурели, 1700, Ђенова)
- (музичка драма, libretto di Ђ. Д. Палавичини, 1702, Венеција)
- (музичка драма, libretto di Франческо Силвани, 1702, Венеција)
- (музичка драма, libretto di Francesco Silvani, 1703, Венеција)
- (dramma per musica, libretto di Франческо Силвани, 1703, Венеција)
- (музичка драма, libretto di Франческо Силвани, 1704, Венеција)
- (музичка драма, libretto di Франческо Силвани, 1704, Венеција)
- (dramma per musica, libretto di Франческо Силвани, 1704, Венеција)
- (dramma per musica, libretto di Франческо Силвани, 1705, Венеција)
- (dramma per musica, libretto di Франческо Силвани, in collaborazione con Томазо Албинони, 1705, Палермо)
- (dramma per musica, libretto di Апостоло Зено e Пјетро Паријати, 1705, Венеција)
- (dramma per musica, libretto di Апостоло Зено e Пјетро Паријати, 1706, Венеција)
- Statira (dramma per musica, libretto di Апостоло Зено e Пјетро Паријати, 1706, Венеција)
- (tragedia, libretto di Урбано Рици, 1707, Венеција)
- (tragicomedia con prologo, libretto di Апостоло Зено e Пјетро Паријати, 1707, Венеција)
- (dramma per musica, libretto di Apostolo Zeno, 1707, Венеција)
- (dramma per musica, libretto di Apostolo Zeno e Pietro Pariati, 1708, Венеција)
- (dramma per musica, libretto di Apostolo Zeno e Pietro Pariati, 1709, Венеција)
- (opera tragicomica, libretto di М. Гаспарини, 1709, Бергамо)
- (dramma per musica, libretto di Агостино Пјовене, 1709, Венеција)
- (componimento per musica da camera, libretto di Pietro Pariati, 1709, Беч)
- (dramma per musica, libretto di Pietro Pariati, 1710, Венеција)
- (scherzo scenico pastorale, libretto di Francesco de Lemene, in collaborazione con Антонио Лоти, 1710, Венеција)
- (dramma per musica, libretto di Доменико Лали, 1710, Венеција)
- (tragedia, libretto di Agostino Piovene, da Жак Прадон, 1711, Венеција)
- (музичка драма, libretto di Apostolo Zeno e Pietro Pariati, 1711, Венеција)
- (музичка драма, libretto di Apostolo Zeno, 1712, Венеција)
- (dramma per musica, libretto di Пјетро Антонио Бернадони, in collaborazione con Карло Франческо Полароло, 1712, Рим)
- (музичка драма, libretto Франческо Силвани, 1713, Милано)
- (dramma per musica, in collaborazione con Ђовани Марија Капели, 1713, Мантова)
- (музичка драма, libretto di Антонио Салви, 1714, Рим)
- (музичка драма, libretto di Apostolo Zeno, 1714, Ређо Емилија)
- (музичка драма, libretto di Antonio Salvi, 1715, Фиренца)
- (dramma per musica, libretto di Antonio Salvi, 1715, Ређо Емилија)
- (dramma per musica, libretto di Matteo Noris, 1716, Рим)
- (музичка драма, libretto di Apostolo Zeno, 1716, Рим)
- (музичка драма, libretto di Ј. Алборгети e Н. Серино, 1717, Напуљ)
- (dramma per musica, libretto di Ђироламо Ђиљи, 1717, Рим)
- (музичка драма, libretto di Apostolo Zeno, 1717, Рим)
- (dramma per musica, libretto di Antonio Salvi, 1717, Рим)
- (музичка драма, 1718, Торино)
- (Mirena e Floro) (intermezzo, 1718, Дрезден)
- (музичка драма, libretto di Antonio Salvi, 1719, Рим)
- (музичка драма, libretto di Apostolo Zeno, 1719, Рим)
- (музичка драма, in collaborazione con Франческо Бартоломео Конти, Ђузепе Марија Орландини e Антонио Вивалди, 1719, Хамбург)
- (музичка драма, libretto di Antonio Salvi, 1720, Рим)
- (музичка драма, da Apostolo Zeno, 1720, Рим)
- (музичка драма, libretto di Адријано Морсели, revisionato di А. Трабуко, 1720, Милано)
- (intermezzo, libretto di Antonio Salvi, 1720, Фиренца)
- (музичка драма, libretto di Иполито Занели, 1720, Ређо Емилија)
- (favola pastorale, libretto di Бенедето Марчело, 1723, Рим)
- (dramma pastorale, libretto di Енрико Бисари, 1723, Фолињо)
- (dramma per musica, libretto di Antonio Salvi, 1723, Венеција)
- (favola pastorale con intermezzi, 1724, Рим)

## Листа
| Наслов | Либрето                              | Жанр                               | Број чинова           | Датум премијере  | Град, позориште                  | Напомена |
| --- | ------------------------------------ | ---------------------------------- | --------------------- | ---------------- | -------------------------------- | --- |
| Roderico | G B Bottalino                        | музичка драма                      | 3 чина                | 1686-12-20       | Livorno                          | dedication 20 December 1686 revised 25 January 1694 Rome, Teatro della Pace |
| Bellerofonte | G M Conti                            | музичка драма                      | 3 чина                | carnival 1690    | Rome, Collegio Clementino        | |
| Amor vince lo sdegno, ovvero L'Olimpia placata                                                                      | Aurelio Aureli                       | музичка драма                      | 3 чина                | 9 February 1692  | Rome, Teatro Capranica           | |
| La costanza nell'Amor Divino, ovvero La S. Rosalia (Act 3 Gasparini, Act 1 De Luca, Act 2 Flavio Carlo Lanciani)    | Ottoboni                             | музичка драма                      | 3 чина                | 1696             | Rome, Cancelleria                | revised as L'amante del cielo, 13 February 1699 Rome, Collegio Nazareno |
| Totila in Roma | Matteo Noris                         | музичка драма                      | 3 чина                | 1696             | Palermo, San Cecilia             | |
| Aiace | P d'Averara                          | музичка драма                      | 3 чина                | November 1697    | Naples, Teatro San Bartolomeo    | |
| Gerone tiranno di Siracusa                                                                                          | Aurelio Aureli                       | музичка драма                      | 3 чина                | 1700             | Genoa, Teatro Falcone            | |
| Tiberio imperatore d'Oriente                                                                                        | G D Pallavicini                      | музичка драма                      | 3 чина                | carnival 1702    | Venice, Teatro San Angelo        | revised as Le vicende d'amore e di fortuna, carnival 1709 Venice, San Fantino |
| Gli imenei stabiliti dal caso                                                                                       | Francesco Silvani                    | музичка драма                      | 3 чина                | carnival 1703    | Venice, Teatro San Cassiano      | |
| Il più fedel fra i vassalli                                                                                         | Francesco Silvani                    | музичка драма                      | 3 чина                | carnival 1703    | Venice, Teatro San Cassiano      | performed as Antioco, 12 December 1711 London, Haymarket |
| Il miglior d'ogni amore per il peggiore d'ogni odio                                                                 | Francesco Silvani                    | музичка драма                      | 3 чина                | 7 November 1703  | Venice, Teatro San Cassiano      | |
| La fede tradita e vendicata                                                                                         | Francesco Silvani                    |                                    |                       | 1704-01-05       | Venice, Teatro San Cassiano      | dedication 5 January 1704 revised with Giuseppe Vignola (carnival 1707 Naples, San Bartolomeo); revised by Orlandini (August 1712 Bologna, Teatro Marsigli-Rossi); with arias by Orlandini, G Bononcini and F Mancini as Ermelinda, 26. фебруар 1713. Лондон, Haymarket); revised carnival 1719, Turin, Teatro Carignano |
| La maschera levata al vizio                                                                                         | Francesco Silvani                    | музичка драма                      | 3 acts                | 4 November 1704  | Venice, Teatro San Cassiano      | |
| Fredegonda | Francesco Silvani                    | музичка драма                      | 3 чина                | 1704-12-26       | Venice, Teatro San Cassiano      | dedication 26 December 1704 |
| Il principato custodito dalla frode                                                                                 | Francesco Silvani                    | музичка драма                      | 3 чина                | 2 February 1705  | Venice, Teatro San Cassiano      | |
| Alarico, ovvero L'ingratitudine gastigata (collaboration with Albinoni and others)                                  | Francesco Silvani                    | музичка драма                      | 3 чина                | 1705             | Palermo, San Cecilia             | |
| Antioco | Apostolo Zeno and Pietro Pariati     | музичка драма                      | 3 чина                | November 1705    | Venice, Teatro San Cassiano      | |
| Ambleto (Hamlet) | Apostolo Zeno and Pietro Pariati     | dramma per musica                  | 3 acts                | carnival 1705    | Venice, Teatro San Cassiano      | revised by G. Vignola (4 November 1711 Naples, Teatro San Bartolomeo); revised (London, Haymarket, dedication 22 February 1712 |
| Statira | Apostolo Zeno and Pietro Pariati     | музичка драма                      | 3 чина                | carnival 1705    | Venice, Teatro San Cassiano      | revised by G. Vignola as Le regine di Macedonia,1708. Naples, San Bartolomeo |
| Taican re della Cina                                                                                                | U Rizzi                              | трагедија                          | 5 acts                | 4 January 1707   | Venice, Teatro San Cassiano      | |
| Anfitrione | Pietro Pariati? and Apostolo Zeno    | трагикомедија                      | prologue and 5 чинова | 13 November 1707 | Venice, Teatro San Cassiano      | |
| L'amor generoso | Apostolo Zeno                        | музичка драма                      | 3 чина                | 1 December 1707  | Venice, Teatro San Cassiano      | revised by G. de Bottis (Naples, San Giovanni dei Fiorentini, dedication 30 December 1708), revised by San Lapis as La fede in cimento, carnival 1730 Venice, Teatro San Cassiano |
| Flavio Anicio Olibrio                                                                                               | Apostolo Zeno and Pietro Pariati     | музичка драма                      | 3 чина                | carnival 1707    | Venice, Teatro San Cassiano      | revised (carnival 1722 Milan, Regio Ducal); as Ricimero? (carnival 1722 Turin, Teatro Carignano), one aria by C. I. Monza |
| Engelberta (Acts 4 & 5 by Gasparini, Acts 1 & 3 by Albinoni)                                                        | Apostolo Zeno and Pietro Pariati     | музичка драма                      | 5 чинова              | carnival 1708    | Venice, Teatro San Cassiano      | performed with intermezzo La capricciosa e il credulo |
| Alciade, ovvero L'eroico amore (La violenza d'amore) (Act 1 Gasparini, Act 2 Pollarolo, Act 3 Francesco Ballarotti) |                                      | трагикомична опера                 | 3 чина                | 1709             | Bergamo                          | as L'amante impazzito, Autumn 1714 Venice, San Fantino |
| Atenaide (Act 3 Gasparini, Act 1 Andrea Stefano Fiorè, Act 2 Caldara)                                               | Apostolo Zeno                        | музичка драма                      | 3 чина                | 1709             | Milan, Teatro Regio Ducal        | as Teodosio ed Eudossia (Grimani) (Autumn 1716, Wolfenbüttel) Collaboration with Fux and Caldara; as Teodosio, Hamburg, dedication 14 November 1718 |
| La principessa fedele                                                                                               | Agostin Piovene                      | музичка драма                      | 3 чина                | 10 November 1709 | Venice, Teatro San Cassiano)     | performed with intermezzo Zamberlucco; performed as Cunegonda? carnival 1718, Mantua, Arciducale |
| Sesostri re d'Egitto                                                                                                | Pietro Pariati                       | музичка драма                      | 3 чина                | carnival 1709    | Venice, Teatro San Cassiano      | performed with intermezzi Il nuovo mondo and Tulpiano |
| La ninfa Apollo (with Lotti)                                                                                        | Francesco de Lemene                  | scherzo scenico pastorale          |                       | carnival 1709    | Venice, Teatro San Cassiano      | |
| L'amor tirannico | Domenico Lalli                       | музичка драма                      | 5 чинова              | Autumn 1710      | Venice, Teatro San Cassiano      | |
| Tamerlano | Agostin Piovene                      | трагедија                          |                       | 24 January 1711  | Venice, Teatro San Cassiano      | revised as Bajazet, 1719 Reggio Emilia, Pubblico, revised as Bajazette, 1723 Venice, Teatro San Samuele, Ascension Fair 1723 |
| Costantino | Apostolo Zeno, Pietro Pariati        | музичка драма                      | 5 чинова              | 8 November 1711  | Venice, Teatro San Cassiano      | |
| Metrope | Apostolo Zeno                        | музичка драма                      | 3 чина                | carnival 1711    | Venice, Teatro San Cassiano      | |
| Eraclio (Act 2 Gasparini, Act 1 anon., Act 3 Pollarolo)                                                             | Bernadoni                            | музичка драма                      | 3 чина                | 1712             | Rome, Cancelleria                | |
| Il commando non inteso ed ubbidito                                                                                  | Francesco Silvani                    | музичка драма                      | 3 чина                | carnival 1713    | Milan, Teatro Regio Ducal        | performed as Zoe, ovvero Il commando non inteso ed ubbidito, carnival 1721 Rome, Pace |
| La verità nell'inganno                                                                                              | Francesco Silvani                    | музичка драма                      | 3 чина                | carnival 1713    | Venice, Teatro San Cassiano      | |
| L'amore politico e generoso della regina Ermengarda ( with Giovanni Maria Capelli)                                  |                                      | музичка драма                      | 3 чина                | Spring 1713      | Mantua                           | |
| Lucio Papirio | Antonio Salvi                        | музичка драма                      | 3 чина                | carnival 1714    | Rome, Capranica                  | Intermezzo Barilotto e Serpina |
| Eumene | Apostolo Zeno                        | музичка драма                      | 3 acts                | 1714             | Reggio Emilia, Teatro Pubblico   | revised 1 October 1715 Naples, Reggio Palazzo, with 17 arias by Leo and others; performed with intermezzi Mirena и L'alfier fanfarone |
| Amor vince l'odio, ovvero Timocrate                                                                                 | Antonio Salvi                        | музичка драма                      | 3 acts                | 11 February 1715 | Florence, Teatro del Cocomero    | |
| Il tartaro nella Cina                                                                                               | Antonio Salvi                        | музичка драма                      | 3 чина                | 1715             | Reggio Emilia, Teatro Pubblico   | |
| Ciro | Matteo Noris                         | музичка драма                      | 3 чина                | carnival 1716    | Rome, Capranica                  | |
| Vincislao | Apostolo Zeno                        | музичка драма                      | 3 чина                | carnival 1716    | Rome, Capranica                  | adaptation of F Mancini setting, 26 December 1714, Naples, San Bartolomeo |
| Il gran Cid | J Alberghetti                        | музичка драма                      | 3 чина                | carnival 1717    | Напуљ, San Bartolomeo            | |
| Intermezzi in derisione della setta maomettana                                                                      | G Gigli                              |                                    |                       | carnival 1717    | Rome, Seminario Romano           | |
| Pirro | Apostolo Zeno                        | музичка драма                      | 3 чина                | carnival 1717    | Рим, Capranica                   | |
| Il trace in catena (collaboration with two students)                                                                | Antonio Salvi                        | музичка драма                      | 3 чина                | carnival 1717    | Rome, Capranica                  | |
| Democrito |                                      | музичка драма                      | 3 чина                | carnival 1718    | Turin, Carignano                 | |
| Nana francese e Armena (Mirena e Floro)                                                                             |                                      | intermezzo                         |                       | February 1718    | Dresden                          | |
| Astianatte | Antonio Salvi                        | музичка драма                      | 3 чина                | carnival 1719    | Rome, Teatro Alibert             | revised, carnival 1722 Milan, Teatro Regio Ducal |
| Lucio Vero | Apostolo Zeno                        | музичка драма                      | 3 чина                | carnival 1719    | Rome, Teatro Alibert             | |
| Tigrane re d'Armenia (with F B Conti, Orlandini and Vivaldi)                                                        |                                      | музичка драма                      | 3 чина                | 1719             | Hamburg                          | |
| L'oracolo del fato                                                                                                  | Pietro Pariati                       | componimento per musica            |                       | 1 October 1719   | Vienna, Hoftheater               | |
| Amore e maestà | Antonio Salvi                        | музичка драма                      | 3 чина                | carnival 1720    | Rome, Teatro Alibert             | |
| Faramondo | after Apostolo Zeno                  | музичка драма                      | 3 чина                | carnival 1720    | Rome, Teatro Alibert             | |
| La pace fra Seleuco e Tolomeo                                                                                       | Adriano Morselli, revised A Trabucco | музичка драма                      | 3 чина                | carnival 1720    | Milan, Teatro Regio Ducal        | |
| L'avaro | Antonio Salvi                        | интермецо                          |                       | 1720             | Florence?                        | |
| Nino (Act 2 Gasparini, Act 1 Capelli, Act 3 A M Bononcini)                                                          | I Zanelli                            | музичка драма                      | 3 чина                | 1720             | Reggio Emilia, Teatro Pubblico   | |
| Dorinda | B Marcello?                          | favola pastorale                   |                       | carnival 1723    | Рим                              | |
| Silvia | E Bissari                            | dramma pastorale                   |                       | carnival 1723    | Foligno                          | |
| Gli equivoci d'amore e d'innocenza                                                                                  | Antonio Salvi                        | музичка драма                      | 3 чина                | Autumn 1723      | Venice, San Giovanni Grisostomo  | |
| Tigrena |                                      | favola pastorale, with intermezzos |                       | 2 January 1724   | Rome, Palazzo De Mello de Castro | |